# Rio Cabajchum
Rio Cabajchum é um rio centro-americano da Guatemala.